# خواجه دل محمد
خواجه دل محمد (زادهٔ: ۹ فوریه ۱۸۸۷— مرگ: ۲۷ مه ۱۹۶۱) شاعر، پدیدآور، و ریاضی‌دان هندی بود.

## مرگ
او درگذشت ۲۷ مه ۱۹۶۱ در لاهور او در گورستان میانی صاحب دفن شد.

## کتاب‌ها
- ۱۹۳۲— آئینه اخلاق (نظم)
- ۱۹۳۸ — درد دل
- ۱۹۴۴— گیتائی دل (ترجمه بهگود گیتا در زبان اردو)
- ۱۹۴۶— صد پارۂ دل (رباعیات)
- ۱۹۴۷— روح قرآن (تفسیر سوره فاتحه)
- ۱۹۴۵— جاپ جی صاحب (ترجمه در زبان اردو)